# Estadio El Toralín
Estadio El Toralín – stadion piłkarski w Ponferradzie, w Hiszpanii. Obiekt może pomieścić 8400 widzów. Swoje spotkania rozgrywają na nim piłkarze klubu SD Ponferradina. Stadion został otwarty 5 września 2000 roku meczem towarzyskim pomiędzy gospodarzami, a Celtą Vigo (0:2). Na stadionie odbywały się również mecze reprezentacji Hiszpanii U-21.